# Santo Antônio do Aventureiro
Santo Antônio do Aventureiro – miasto i gmina w Brazylii, w stanie Minas Gerais. Znajduje się w mezoregionie Zona da Mata i mikroregionie Cataguases.